# Ангеліна Топич
Ангеліна Топич (серб. кир.: Ангелина Топић; нар. 26 липня 2005) — сербська легкоатлетка, що спеціалізується на стрибках у висоту. У 17 років виграла бронзову медаль Чемпіонату Європи з легкої атлетики 2022 року, ставши наймолодшою призеркою. Того ж року виборола бронзову медаль на Чемпіонаті світу серед юніорів.
Рекордсменка Сербії зі стрибків у висоту в приміщенні та на відкритому повітрі.

## Особисте життя
Народилася в сім'ї сербської рекордсменки у потрійному стрибку Біляни Топич, яка посіла четверте місце в змаганнях на Чемпіонаті світу з легкої атлетики 2009 року, та Драгутіна Топича, сербського рекордсмена зі стрибків у висоту та чемпіона Європи зі стрибків у висоту (1990).

## Кар'єра
У своєму успішному сезоні 2022 року у червні 16-річна Топич встановила національний рекорд зі стрибків у висоту — 1,96 м на чемпіонаті Сербії в Крушеваці, побивши рекорд Младена Ніколича 1984 року та зрівнявшись зі світовим рейтингом серед юнаків до 18 років. Наступного місяця перемогла на змаганнях зі стрибків у висоту на Чемпіонат Європи з легкої атлетики серед юнаків у Єрусалимі, з результатом 1,92 м. У серпні здобула бронзову медаль на Чемпіонат світу з легкої атлетики серед юніорів, що проходив у Калі, Колумбія, подолавши 1,93 м. На своєму першому великому змаганні серед дорослих того ж місяця виборола бронзу на Чемпіонаті Європи в Мюнхені, здолавши 1,93 м, ставши наймолодшим призером. Того року встановила національні рекорди у п'ятиборстві.
У січні 2023 року побила рекорд Сербії у стрибках у висоту в приміщенні, який належав Івані Шпанович, стрибнувши на 1,94 м на зустрічі в Белграді.
На Олімпійських іграх 2024 у Парижі під час розминки перед кваліфікацією отримала травму. Попри ушкодження пройшла кваліфікацію, але пізніше відмовилася продовжувати змагатися.

## Досягнення

### Міжнародні змагання
| Рік  | Змагання                                          | Місто                   | Місце             | Дисципліна        | Результат |
| ---- | ------------------------------------------------- | ----------------------- | ----------------- | ----------------- | --------- |
| 2021 | Балканські ігри серед юніорів в приміщенні        | Софія, Болгарія         | 2                 | стрибки у висоту  | 1.82 м    |
| 2021 | Балканські ігри серед юніорів                     | Стамбул, Туреччина      | 1st               | стрибки у висоту  | 1.88 м    |
| 2021 | Командний чемпіонат Європи з легкої атлетики 2021 | Лімассол, Кіпр          | 2                 | стрибки у висоту  | 1.85 м    |
| 2021 | Балканські ігри                                   | Смедереве, Сербія       | 10                | стрибки у висоту  | 1.82 м    |
| 2021 | Чемпіонат Європи з легкої атлетики серед юніорів  | Таллінн, Естонія        | 8                 | стрибки у висоту  | 1.83 м    |
| 2021 | Балканські ігри серед юнаків                      | Кралєво, Сербія         | 1                 | стрибки у висоту  | 1.83 м    |
| 2021 | Чемпіонат світу з легкої атлетики серед юніорів   | Найробі, Кенія          | 6                 | стрибки у висоту  | [1.84 м   |
| 2022 | Балканські ігри серед юніорів в приміщенні        | Белград, Сербія         | 1                 | стрибки у висоту  | 1.86 m    |
| 2022 | Чемпіонат світу з легкої атлетики в приміщенні    | Белград, Сербія         | 9                 | стрибки у висоту  | 1.88 м    |
| 2022 | Балканські ігри серед юнаків                      | Бар, Чорногорія         | 1                 | стрибки у висоту  | 1.90 м    |
| 2022 | Чемпіонат Європи з легкої атлетики серед юнаків   | Єрусалім, Ізраїль       | 1                 | стрибки у висоту  | 1.92 m    |
| 2022 | Чемпіонат світу з легкої атлетики серед юніорів   | Калі, Колумбія          | 3                 | стрибки у висоту  | 1.93 м    |
| 2022 | Чемпіонат Європи з легкої атлетики                | Мюнхен, Німеччина       | 3                 | стрибки у висоту  | 1.93 м    |
| 2023 | Чемпіонат Європи з легкої атлетики в приміщенні   | Стамбул, Туреччина      | 4                 | стрибки у висоту  | 1.94 м    |
| 2023 | Командний чемпіонат Європи з легкої атлетики      | Краків, Польща          | 5                 | стрибки у висоту  | 1.91 м    |
| 2023 | Чемпіонат Європи з легкої атлетики серед юніорів  | Єрусалім, Ізраїль       | 1                 | стрибки у висоту  | 1.90 м    |
| 2023 | Чемпіонат Європи з легкої атлетики серед юніорів  | Єрусалім, Ізраїль       | 6                 | стрибки у довжину | 6.42 м    |
| 2023 | Чемпіонат світу з легкої атлетики                 | Будапешт, Угорщина      | 7                 | стрибки у висоту  | 1.94 м    |
| 2023 | Діамантова ліга                                   | Юджин, США              | 3                 | стрибки у висоту  | 1.95 м    |
| 2024 | Чемпіонат світу з легкої атлетики в приміщенні    | Глазго, Велика Британія | 5                 | стрибки у висоту  | 1.92 м    |
| 2024 | Чемпіонат Європи з легкої атлетики                | Рим, Італія             | 2                 | стрибки у висоту  | 1.97 м    |
| 2024 | Чемпіонат Європи з легкої атлетики                | Рим, Італія             | 26 (кваліфікація) | стрибки у довжину | 6.29 м    |

### Особисті рекорди
| Подія                                    | Результат | Місце           | Дата           | Примітка |
| ---------------------------------------- | --------- | --------------- | -------------- | -------- |
| Стрибки у висоту (на відкритому повітрі) | 1,98 м    | Рабат, Марокко  | 19 травня 2024 | NU20R NR |
| Стрибки у висоту (в приміщенні)          | 1,94 м    | Белград, Сербія | 25 січня 2023  | NR       |
| П'ятиборство (в приміщенні)              | 3745      | Белград, Сербія | 23 січня 2022  | NU20R    |
| П'ятиборство дівчата (в приміщенні)      | 3779      | Белград, Сербія | 18 грудня 2021 | NU18R    |
| Стрибки у довжину (в приміщенні)         | 6,57 м    | Белград, Сербія | 24 січня 2024  | NU20R NR |

### Національні звання
- Чемпіонка Сербії з легкої атлетики: 2021, 2022
- Чемпіонка Сербії з легкої атлетики в приміщенні: 2021

### Найкращі сезони за роками
- 2018 — 1,60
- 2019 — 1,71
- 2020 — 1,81
- 2021 — 1,88
- 2022 — 1,96
- 2023 — 1,97
- 2024 — 1,98

## Нагороди
2022
- Пйотр Нуровскі найкращий літній європейський молодий спортсмен[10]